# Уилсон, Джек (гребец)
Джон Хирн Такер «Джек» Уилсон (англ. John Hyrne Tucker "Jack" Wilson, 17 сентября 1914, Бристол, Род-Айленд — 16 февраля 1997, Девон, Юго-Западная Англия) — британский гребец, олимпийский чемпион 1948 года в двойках распашных без рулевого в паре с Рэном Лори, двукратный победитель Серебряного кубка, проходившего в рамках Королевской регаты Хенли.

## Биография
Джек Уилсон родился в 1914 году в США в семье англичан. В школу Джек начал ходить в штате Техас, однако затем вместе с родителями переехал в 1924 году в Шрусбери. С 1934 по 1936 годы выступал за Кембриджский университет в гонке Оксфорд — Кембридж, выиграв при этом все три. В Кембридже Уилсон познакомился со своим будущим партнёром по олимпийской лодке Рэном Лори. Джек Уилсон, как и Лори должен был выступать на летних Олимпийских играх 1936 года в Берлине, однако он занял пост в правительственной службе Судана. Позже, в 1936 году, Рэн Лори присоединился к Уилсону в Судане. За работу в Судане Уилсона и Лори прозвали «крысы пустыни».
В 1938 году Уилсон и Лори, во время отпуска отправились в Великобританию, где неожиданно для многих они выиграли гонку Серебряного кубка, проходившую в рамках Королевской регаты Хенли. В 1942 году Уилсон пережил в Судане вооружённое нападение, когда местная женщина кинула в него копьё ассегай.
После войны Лори и Уилсон возобновили спортивную карьеру и в 1948 году вновь выиграли Серебряный кубок. В августе 1948 года на домашней Олимпиаде в Лондоне пробились в финал двоек распашных без рулевого, где в упорной борьбе опередили гребцов из Швейцарии и Италии. После завершения Игр Уилсон завершил международную спортивную карьеру. До 1954 года Уилсон проработал в Судане, а затем перешёл в компанию British Steel.
Джек Уилсон умер в 1997 году.